# L'aventurer Simplicissimus (Der abenteuerliche Simplicissimus Teutsch)
Simplicissimus també va ser una revista satírica alemanya amb el seu nom inspirat en aquesta novel·la.

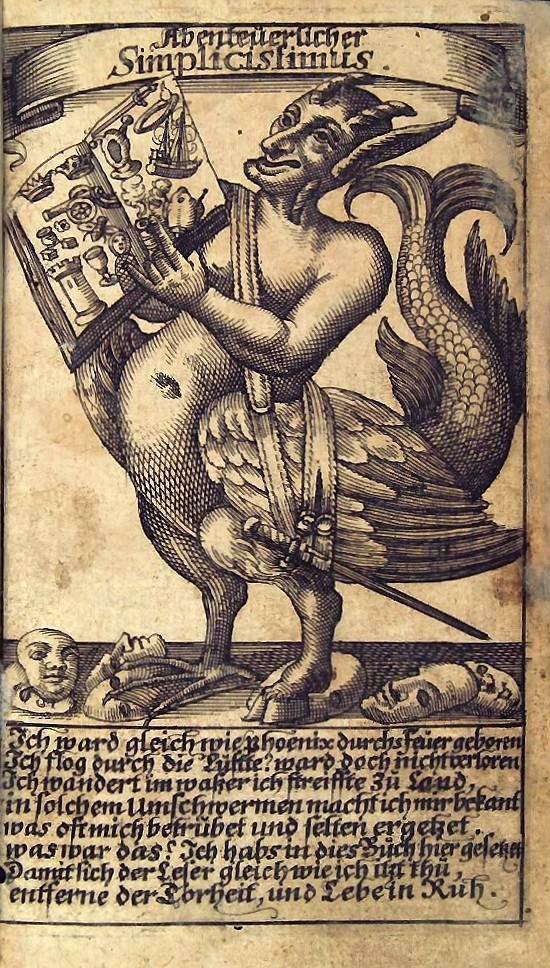
Portada del llibre de Grimmelshausen Simplicius Simplicissimus.

Simplicius Simplicissimus (en alemany:Der abenteuerliche Simplicissimus Teutsch) és una novel·la picaresca d'estil barroc, escrita l'any 1668 per Hans Jakob Christoffel von Grimmelshausen i probablement publicada el mateix any (malgrat que el llibre porti la data de 1669). Està inspirada en els esdeveniments i els horrors de la Guerra dels Trenta Anys, que va devastar Alemanya de 1618 a 1648. És considerada la primera novel·la d'aventures en idioma alemany i la primera obra mestra en novel·la en alemany.
Aquesta novel·la està narrada des de la perspectiva del seu protagonista Simplicius, un pícar que travessa el Sagrat Imperi Germànic durant la guerra dels 30 anys. Aquest va ser adoptat per un ermità que és qui li va donar el nom de Simplicius ('simple'). Després de passar moltes aventures el protagonista torna a fer una vida d'ermitania i denuncia el món per corrupte.

## Traduccions al català
Existeix una traducció moderna titulada L'aventurer Simplicissimus, feta per Ramon Monton, i publicada per Edicions Proa el 1998 en la seva col·lecció A tot vent (ISBN: 84-8256-579-6).

## Adaptació a òpera
El compositor del segle XX Karl Amadeus Hartmann va escriure una òpera antibel·licista Simplicius Simplicissimus per a orquestra de cambra, en el seu libretto hi va contribuir el seu mestre Hermann Scherchen.